# Slowfeeder

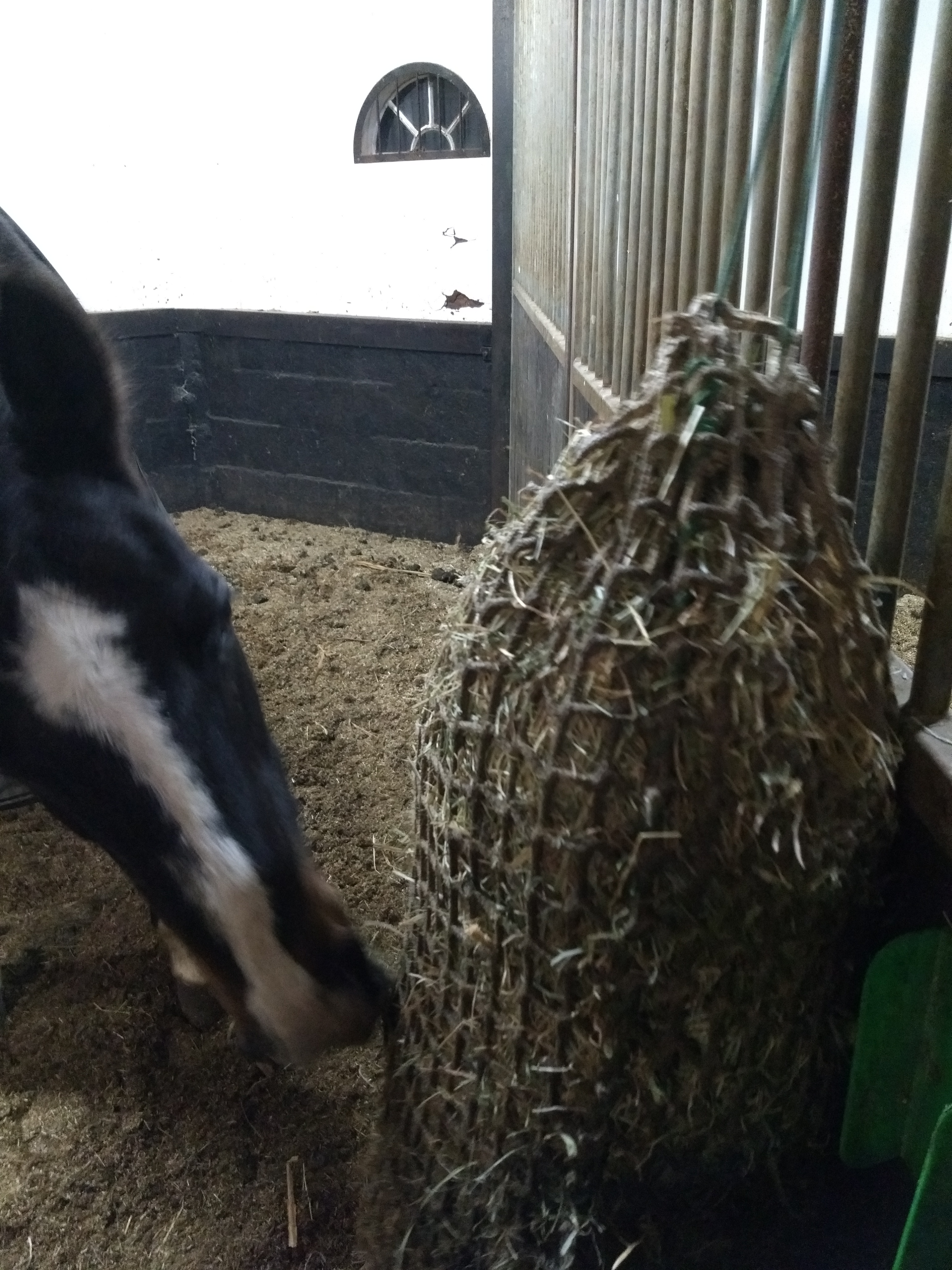
Slowfeeder

Een slowfeeder is een systeem om vee, bijvoorbeeld paarden, langzamer te laten eten. Het doel van een slowfeeder is de voedertijd te verlengen, doordat het dier meer moeite moet doen om het voer beschikbaar te maken. Het natuurlijke graasgedrag wordt hiermee gesimuleerd.

## Voordelen
Een voordeel van de slowfeeder is dat een paard continu kan eten. Paarden moeten de hele dag door eten, wat tot overgewicht kan leiden als er te veel voer beschikbaar is. Een lege maag kan leiden tot maagzweren. Een slowfeeder vertraagt de calorie-inname, doordat het paard minder voer tegelijkertijd eet. Een bijkomend voordeel is dat het paard met een slowfeeder langer bezig is met eten, waardoor de kans op verveling de rest van de tijd afneemt. Omdat het net boven de grond hangt, wordt voorkomen dat een paard zand mee krijgt met het hooi, wat tot een zand-koliek zou kunnen leiden. Tevens blijft het hooi boven de grond beter droog, zodat het niet kan gaan schimmelen.

## Nadelen
Nadelen zijn er ook, want het eten uit een slowfeeder is niet natuurlijk voor paarden, omdat ze hun hoofd moeten kantelen bij het eten. Bij grazen in de wei doen ze dat niet. Ook kan het slijtage aan hun gebit veroorzaken als de slowfeeder te hoog wordt opgehangen. Ook zijn er paarden die gefrustreerd raken van een slowfeeder, vooral als ze niet gewend zijn om hieruit te eten.

## Alternatieven
In plaats van een slowfeeder kan ook een hooinet worden gebruikt, dat over het hooi wordt gespannen, en daarmee qua werking wel op een slowfeeder lijkt. Toch blijkt de voedertijd door hooinetten minder te worden verlengd dan door een slowfeeder.
Ook kan het helpen om het ruwvoer op meerdere plekken aan te bieden, zoals dat in de vrije natuur ook gebeurt.